# درک فیشر
درک لمار فیشر (به انگلیسی: Derek Lamar Fisher) ‏ (۹ اوت ۱۹۷۴ در آرکانزاس) بازیکن بسکتبال اهل ایالات متحده آمریکا است که هم‌اکنون به عنوان گارد راس ذخیره تیم اوکلاهوماسیتی تاندر در اتحادیه ملی بسکتبال بازی می‌کند و با این تیم بار قهرمان ان بی ای شده‌است.

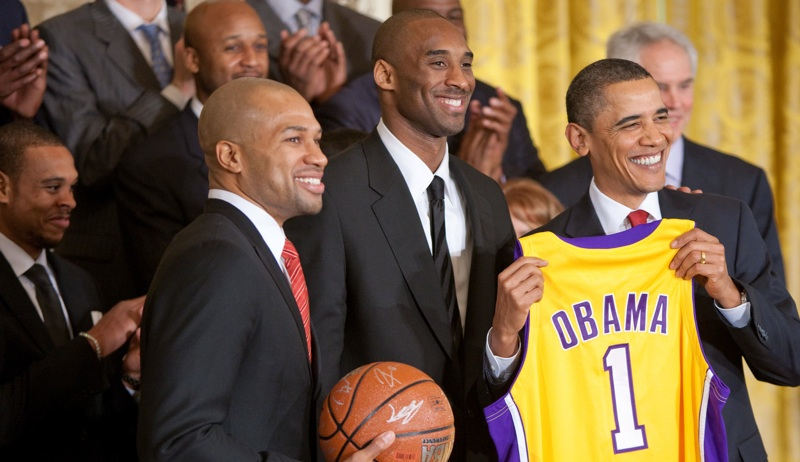
فیشر در کنار کوبی براینت در دیدار بازیکنان لیکرز با باراک اوباما در کاخ سفید

فیشر دانش‌آموخته دانشگاه آرکانزاس در رشته ارتباطات است. او پس از پایان تحصیل در سال ۱۹۹۶ راهی لس آنجلس لیکرز شد و تا سال ۲۰۰۴ همراه با کوبی براینت و شکیل اونیل تحت مربیگری فیل جکسون در این تیم بازی کرد. او سپس دو سال برای گلدن استیت واریرز و یک سال برای یوتا جز بازی کرد و در سال ۲۰۰۷ به لیکرز بازگشت و در نهایت سر از تیم اوکلاهوماسیتی تاندر درآورد. فیشر بیش از ۱۰۰۰ بازی در ان بی ای انجام داده‌است.